# Chung Hing Sam Lam
Chung Hing Sam Lam (重庆森林 ou Chóngqìng Sēnlín em mandarim; Brasil: Amores Expressos / Portugal: Chungking Express) é um filme honconguês, dirigido e escrito por Wong Kar-Wai e
lançado em 1994.
Seu título original em chinês é uma metáfora a Hong Kong como uma selva de concreto, retratando o paradoxo de, mesmo se vivendo na densamente povoada metrópole, a maioria de seus habitantes é solitário e vive em seu próprio mundo interior. O filme é dividido em dois episódios, cada um deles tendo policiais como personagens centrais - identificados por códigos de corporação (223 e 663) - e ambos sofrendo por terem sido abandonados pela mulher que amavam.
Estrelado por Brigitte Lin, Takeshi Kaneshiro, Tony Leung, Valerie Chow e Faye Wong, é aclamado como um dos melhores filmes do cineasta chinês. Wong Kar-Wai costuma dizer que sem "Cinzas do Passado" jamais haveria "Amores Expressos", já que este foi realizado durante o intervalo das filmagens do primeiro. Kar-wai continuou escrevendo e desenvolveu uma terceira história, no entanto e depois de filmar os dois primeiros, ele percebeu que o filme estava ficando muito longo e deixou o terceiro segmento para um filme totalmente diferente, "Anjos Caidos".
Sua estreia ocorreu em meados de 1994, enquanto que chegou ao Brasil em 19 de janeiro de 1996.

## Produção
O filme nasceu do acaso e do trauma causado pela produção cara e demorada de "Cinzas do Passado", épico wuxua que Wong Kar-Wai realizava desde 1992 e que não chegava ao fim.
Em 1994, quando se completava dois anos desde o início de "Cinzas", houve um intervalo de sua pós-produção. Exausto pelos desafios imposto pelo filme, Wong Kar-Wai começou a esboçar o roteiro para um novo longa-metragem, que seria feito em parte para cumprir obrigações contratuais. Originalmente foi concebido como três histórias separadas na Hong Kong contemporâneas, "Amores Expressos" foi filmado de forma bastante improvisada, já que o cineasta escrevia as cenas apenas na véspera ou pouco antes das filmagens. Como uma dessas histórias prolongou-se demais, esta acabou sendo deixada exclusivamente para um próximo filme, "Anjos Caídos", e Wong Kar-Wai focou-se em duas histórias românticas distintas cada uma delas tendo um policial como protagonista.
Mesmo com improvisações e regravações de última hora, "Amores Expressos" foi realizado em apenas três meses, entre filmagens e montagem, somente durante a inatividade na pós-produção de "Cinzas do Passado" e acabou sendo lançado em julho de 1994.
Depois de lançado, o filme tornou-se um sucesso tanto entre o público local bem como a audiências internacionais, principalmente em países da Europa e nos Estados Unidos.

## Sinopse
O filme é dividido em duas partes. A primeira estória é do policial 223, que se encontra com uma viciada traficante de heroína, por quem se apaixona e guarda na memória. A segunda, do policial 633, que foi rejeitado de um romance de cinco anos e começa a ver em uma atendente de fast food uma nova possibilidade de amor.

## Premiação
- 1994 - Festival de Cinema de Estocolmo - Melhor Atriz (Faye Wong)
- 1994 - Festival Cavalo de Ouro de Taiwan - Melhor Ator (Tony Leung)
- 1995 - Festival de Cinema de Hong Kong - Melhor Filme, Melhor Diretor (Wong Kar-Wai), Melhor Ator (Tony Leung) e Melhor Montagem (William Chang, Kwong Chi-Leung, Xi Jiewei)